# Rettergang
En rettergang er en lovmæssig proces med behandling af skyldsspørgsmål og en afsluttende domsafsigelse, men kan også være en ikke lovmæssig og uofficiel domsafsigelse for eksempel en lynchning.
Ret til retfærdig rettergang har hjemmel i EMRK art. 6.

## Reference
1. ↑  Den Europæiske Menneskerettighedskonvention på coe.int

| Jura | Spire Denne juraartikel er en spire som bør udbygges. Du er velkommen til at hjælpe Wikipedia ved at udvide den. |